# Wolf Erlbruch
Wolf Erlbruch, né le 30 juin 1948 à Wuppertal et mort le 11 décembre 2022 dans la même ville, est un illustrateur et écrivain d'ouvrage jeunesse allemand.
Il est lauréat de deux des plus grands prix en littérature jeunesse : le prix Hans Christian Andersen d'illustration en 2006, et le prix commémoratif Astrid-Lindgren en 2017.

## Biographie
Né en 1948, Erlbruch étudie le graphisme à la Folkwang-Schule à Essen. Il travaille comme illustrateur dans des magazines (Stern, Esquire).
En 1985, il commence à travailler pour la jeunesse sur Der Adler, der nicht fliegen wollte de James Aggrey. Le fils d'Erlbruch vient de naître, il voulait pouvoir dire « regarde, papa a fait un livre pour enfants. » Il a depuis illustré de nombreux livres pour enfants.
Il rencontre le succès en 1990 avec l'album De la petite taupe qui voulait savoir qui lui avait fait sur la tête de Werner Holzwarth, qu'il a illustré.
Il remporte le prix BolognaRagazzi en 1999 et 2004, le prix Hans Christian Andersen Illustration en 2006, et le prix commémoratif Astrid-Lindgren en 2017.
Il meurt le 11 décembre 2022, à 74 ans,.

## Caractéristiques de son œuvre
Erlbruch parvient à traiter de sujets graves dans ses livres pour enfants, tels que la mort ou le sens de la vie : dans Le Canard, la Mort et la Tulipe un canard devient ami avec la Mort, dans Un paradis pour petit Ours, de Dolf Verroen, qu'il illustre, un ourson essaye de retrouver son grand-père au paradis des ours.
Certains de ses livres sont inspirés par sa propre vie, tel Léonard, qui tient son titre de son fils de six ans, qui raconte l'histoire d'un garçon qui dépasse sa peur des chiens en devenant un chien lui-même.
Il combine de nombreuses techniques graphiques pour ses livres, incluant le collage, le dessin ou la peinture. Il a influencé de nombreux artistes en Allemagne et ailleurs.

## Œuvres

### Texte et illustrations
- Die fürchterlichen Fünf, 1990.
  - Traduction : Les Cinq Affreux, Milan, 1994.
- Das Bärenwunder, 1993
  - Traduction : Moi, papa ours ?, Toulouse, Milan jeunesse, 1993, et rééd.
- Frau Meier, die Amsel, 1995, et rééd.
  - Traduction : Remue-ménage chez madame K, 1995, et rééd.
- Zehn grüne Heringe
  - Traduction : Les Dix petits harengs, La Joie de Lire, 1997
- Nachts , 1998
  - Traduction : Allons voir la nuit !, trad. Elles Essade-Koller, La Joie de Lire, 2000
- Leonard
  - Traduction Léonard, trad. par Bernard Friot, Être éditions, 2002
- Die große Frage, 2004.
  - Traduction : La Grande Question, Être, 2003.
- Ente, Tod und Tulpe, 2007.
  - Traduction : Le Canard, la Mort et la Tulipe, La Joie de lire, 2007.

### Illustrations
- Der Adler, der nicht fliegen wollte, de James Aggrey
- Vom kleinen Maulwurf, der wissen wollte, wer ihm auf den Kopf gemacht hat, de Werner Holzwarth, 1990.
  - Traduction : De la petite taupe qui voulait savoir qui lui avait fait sur la tête, Milan, 1993.
- Die Abenteuer von Eduard Speck, de John Saxby, 1993.
- (es) El taller de las mariposas, de Gioconda Belli, 1994.
  - Traduction : L'Atelier des papillons, Être, 2003.
- L'Ogresse en pleurs, de Valérie Dayre, Milan, 1996.
- Das ist kein Papagei !, de Rafik Schami
  - Traduction : ''C'est même pas un perroquet ! ; trad. et adapt. de l'allemand par Anne Georges, Arles, Actes Sud junior, 1996
- Mein kleiner Hund Mister, de Thomas Winding, 1996.
- De beer in de speeltuin, de Dolf Verroen, 1998
  - Traduction Un ours sur une balançoire, Toulouse : Milan, 1999
- Das Hexeneinmal-Eins, de Johann Wolfgang von Goethe (1749-1832), 1998.
  - Traduction : Cuisine de sorcière, La Joie de lire, 1999.
- Ein Himmel für den kleinen Bären, de Dolf Verroen, 2003.
  - Traduction : Un paradis pour petit Ours, Milan, 2003.
- Neues ABC Buch welches zugleich eine Anleitung zum Denken für Kinder, de Karl Philipp Moritz (18e siècle)
  - Traduction : Le nouvel abécédaire, trad. de l'allemand par Violette Kubler et Marie-Cécile Baland, Paris, Éd. Être, 2003
- De schepping, de Bart Moeyaert, Amsterdam, Antwerpen, Querido, 2004
  - Traduction : Moi, Dieu et la création, Rouergue, 2003
- Ein glücklicher Zufall und andere Kindergeschichten, de Ljudmila Ulitzkaja, (Traduction de : Detstvo sorok devjat'.), München, C. Hanser, 2005
- Olek schoss einen Bären, de Bart Moeyaert, 2006.
  - Traduction : Olek a tué un ours, Le Rouergue, 2006.
- Der König und das Meer de Heinz Janisch, , 2008.
  - Traduction : Le Roi et la Mer, La Joie de lire, 2009.
- Zwei, die sich lieben de Jürg Schubiger, Wuppertal, Peter Hammer Verlag, 2012
  - Traduction : Deux qui s'aiment, traduit de l'allemand par Marion Graf, Genève, la Joie de lire, 2013
- Die Katzen von Kopenhagen, de James Joyce, München, Carl Hanser Verlag, 2013

## Prix et distinctions
- 1993 :  Deutscher Jugendliteraturpreis pour Das Bärenwunder (Moi, papa ours ?)
- 1994 :  Prix Sorcières catégorie Album, pour De la petite taupe qui voulait savoir qui lui avait fait sur la tête, texte de Werner Holzwarth, qu'il a illustré
- 1998 :  Zilveren Griffel pour Remue-ménage chez Madame K
- 1999 :  Zilveren Griffel pour Léonard
- 1999 :  Prix BolognaRagazzi pour Das Hexeneinmal-Eins (Cuisine de sorcière), texte de Johann Wolfgang von Goethe, qu'il a illustré
- 2000 :  Troisdorfer Bilderbuchpreis pour Das Neue ABC-Buch (Le nouvel abécédaire), texte de Karl Philipp Moritz, qu'il a illustré
- 2001 :  Mention Prix BolognaRagazzi pour Das Neue ABC-Buch (Le nouvel abécédaire), texte de Karl Philipp Moritz, qu'il a illustré
- 2002 : (international) « Honour List »[4] de l' IBBY pour Nachts (Allons voir la nuit)
- 2003 :  Prix Gutemberg
- 2003 :  Deutscher Jugendliteraturpreis, prix spécial pour les illustrations
- 2003 :  Prix Culturel Eduard-von-der-Heydt-Kulturpreis
- 2004 :  Prix BolognaRagazzi pour La Grande question
- 2005 :  Prix Sorcières catégorie Album, pour La Grande Question
- 2006 : (international) « Honour List »[5] de l' IBBY pour La Grande Question
- 2006 :  Prix Hans Christian Andersen illustration
- 2014 :
  -  Prix e.o.plauen pour l'ensemble de son œuvre
  -  Mention Prix BolognaRagazzi[6] pour Die Katzen von Kopenhagen, de James Joyce, qu'il a illustré
- 2017 :  Prix commémoratif Astrid-Lindgren